# 奧爾沙-莫吉廖夫平原
奧爾沙-莫吉廖夫平原是白俄羅斯的平原，由維捷布斯克州負責管轄，長200公里、寬50至120公里，平均海拔高度150至200米，該地區約25%土地被森林覆蓋。